# Knut Tengdahl
Knut Abel Tengdahl, född 9 januari 1867 i Stockholm, död där 9 november 1935, var en svensk socialdemokratisk riksdagsman och kommunalpolitiker.

## Biografi
Tengdahl utexaminerades 1887 från Tekniska skolans byggnadsyrkesskolavdelning, anslöt sig strax därefter till socialdemokratin och var en kort tid 1889 tidningen Social-Demokratens kassör. Tengdahl blev 1890 medarbetare i tidningen och kom där att särskilt syssla med de kommunalpolitiska frågorna. Tengdahl hade arbetat som murare och ritare innan han blev medarbetare på Social-Demokratens redaktion och agitator för bildande av fackföreningar. Han gjorde fräna socialreportage och kom senare att som politiker verka för många sociala reformer. På 1890-talet deltog Tengdahl i arbetet för att skapa en facklig arbetarrörelse, deltog i hamnarbetarnas organisationsarbete och erbjöds jobbet som Transportarbetarförbundets förtroendeman, men avböjde detta uppdrag. Då Folkets hus i Stockholm skulle byggas och en byggnadskunnig kraft behövdes i byggnadsledningen, lämnade Tengdahl 1898 Social-Demokraten och var sedan till 1901, då bygget var färdigt, ombudsman för Folkets hus. I detta företag var han den främsta drivande kraften. Tengdahl var 1901–1914 tjänsteman i Livförsäkringsbolaget De Förenade. 
Tengdahl tillhörde 1908–1919 andra kammaren som en av Stockholms stads riksdagsmän och var 1919–1925 ledamot av första kammaren (invald i Värmlands läns valkrets). 
Som riksdagsman intresserade sig Tengdahl mest för de frågor som stod i förbindelse med Stockholms kommunala angelägenheter. Han var från 1905 ledamot av Stockholms stadsfullmäktige och som kommunalman mest intresserat sig för bostadsfrågor och kommunala författningsfrågor samt även ivrat för rättshjälp och tuberkulosdispensärer. Tengdahl var i 13 år ledamot av arbetsutskottet för Stockholms stadshusbygge och nedlade där ett omfattande och oförtröttat arbete. Knut Tengdahl var initiativtagare till att Ragnar Östberg för sitt arbete vid Stockholms stadshusbygge år 1924 beviljades en årlig livränta på 7.000 kronor. Han skildrade Stadshusets förhistoria i samlingskriften Stockholms stadshus (1923) utarbetad av stadsfullmäktige.
Tengdahl var från 1920 Stockholms stadsfullmäktiges förste vice ordförande. Åren 1927–1935 var han ordförande för Stockholms stadsfullmäktige. Under årens lopp innehade han en mängd kommunala uppdrag och var dessutom från 1926 medlem av poliskollegiet. 1917 blev han ledamot av Försäkringsrådet.
Knut Tengdahl var född i Katarina församling på Södermalm i Stockholm. Han var son till tullvaktmästare Bengt Tengdahl (1821–1902) och hans hustru Carolina Johansdotter Ervall (1827–1890).  Familjen fick sex barn och Knut hade fem syskon var Axel, Josefina, Jenny, Carl och Emma Carolina. Knut Tengdahl gifte sig med skräddarsömmerskan Anna Lovisa Lundgren 1889, som emellertid dog 1894. Därefter gifte han om sig 1895 med Alma Ervall (född 1868), dotter till skomakare J. Ervall.
Eftersom Tengdahl var född i Katarina församling på Södermalm i Stockholm uppkallade man efter hans död, 1935, en gata och en park efter honom, Tengdahlsgatan och Tengdahlsparken. Gatan, som fick sitt namn 1937, ligger öster om Vita Bergen och söder om Bondegatan. Parken, Tengdahlsparken, anlades på 1930-talet och gestaltades av stadsträdgårdsmästaren Holger Blom.
Tengdahl var bosatt med sin familj i en villa på Snäckvägen 22 i Äppelviken i Bromma, granne med borgmästare Carl Lindhagen, på 1910-, 1920- och 1930-talen.  Knut Tengdahl är begravd på Bromma kyrkogård. Hans eftermäle: "Hans vägar voro absolut raka." Stockholms stad förvärvade graven åt sin ordförande.